# الرباط (ذي السفال)

تعديل مصدري - تعديل

الرباط هي إحدى قرى عزلة الدخال بمديرية ذي السفال التابعة لمحافظة إب، بلغ تعداد سكانها 1135 نسمة حسب تعداد اليمن لعام 2004.